# Tring Rural
Tring Rural är en civil parish i Storbritannien.   Den ligger i grevskapet Hertfordshire och riksdelen England, i den södra delen av landet, 50 km nordväst om huvudstaden London. Antalet invånare är 1 292. Arean är 17,7 kvadratkilometer.
Terrängen i Tring Rural är platt.